# Fatima Whitbreadová
Fatima Whitbreadová (* 3. března 1961 Londýn) je bývalá britská oštěpařka, mistryně světa z roku 1987.

## Sportovní kariéra
Svoji mezinárodní kariéru začala vítězstvím v hodu oštěpem na juniorském mistrovství Evropy v roce 1979. Na premiérovém mistrovství světa v Helsinkách v roce 1983 vybojovala v soutěži oštěpařek stříbrnou medaili výkonem 69,14 metru. O rok později v Los Angeles skončila v oštěpařském finále třetí. Největším úspěchem pro ni byly tituly mistryně Evropy v roce 1986 (zde v kvalifikaci vytvořila nový světový rekord 77,44 metru) a mistryně světa v roce 1987 v Římě. Na olympiádě v Soulu v roce 1988 získala stříbrnou medaili za Němkou Felkeovou.